# روزماري جولدي
روزماري جولدي (بالإنجليزية: Rosemary Goldie)‏ هي ثيولوجية أسترالية، ولدت في 1 فبراير 1916 في Manly, New South Wales ‏ في أستراليا، وتوفي بنفس المكان في 27 فبراير 2010.